# (4490) Bambery
(4490) Bambery est un astéroïde de la ceinture principale, découvert en 1988 par E. F. Helin et Brian P. Roman à l'observatoire du Mont Palomar.

## Description
L'orbite de (4490) Bambery se caractérise par un demi-grand axe de 1,93 UA, une excentricité de 0,09 et une inclinaison de 26,1° par rapport à l'écliptique.

## Classification
(4490) Bambery fait partie de la famille de Hungaria.
C'est un astéroïde de type A, donc riche (> 80 %) en olivine, au moins en ce qui concerne les roches de sa surface.